# Gemini 12
Gemini 12 (officieel Gemini XII) was de laatste bemande vlucht van het Geminiprogramma van de NASA. Het was de tiende bemande vlucht van het programma, de 18e bemande Amerikaanse ruimtereis en de 26e ruimtereis.

## Bemanning
De nummers achter de namen geven aan met hoeveel ruimtereizen de persoon is meegegaan (samen met deze reis). 
- Jim Lovell (2) - gezaghebbend piloot, 2e vlucht van 4 ruimtevluchten
- Buzz Aldrin (1) - piloot, 1e vlucht van 2 ruimtevluchten

### Reservebemanning
- L. Gordon Cooper, Jr. - gezagvoerder
- Eugene A. Cernan - piloot

## Aankoppeling
- Aangekoppeld: 12 november 1966 - 01:06:00 UTC
- Losgekoppeld: 13 november 1966 - 20:18:00 UTC

## Ruimtewandeling
- Aldrin - EVA 1
  - Start: 12 november, 1966, 16:15:00 UTC
  - Eind: 12 november, 1966, 18:44:00 UTC
  - Duur: 2 uur, 29 minuten
- Aldrin - EVA 2 
  - Start: 13 november, 1966, 15:34:00 UTC
  - Eind: 13 november, 1966, 17:40:00 UTC
  - Duur: 2 uur, 6 minuten
- Aldrin - EVA 3 
  - Start: 14 november, 1966, 14:52:00 UTC
  - Eind: 14 november, 1966, 15:47:00 UTC
  - Duur: 55 minuten

## Doel
Bij het eind van de vorige Gemini-vlucht was nog niet aangetoond dat een astronaut makkelijk en efficiënt kan werken buiten het ruimteschip.
Na de mislukte poging van Gene Cernan om een ruimtewandeling te maken moest eerst worden uitgezocht wat er mis ging, en hoe dit kon worden opgelost.
Uit onderzoek bleek dat het gebrek aan handgrepen aan de buitenzijde van het schip het voornaamste was, maar ook het ontbreken van goede oefenmethoden hier op aarde.
De latere maanwandelaar Buzz Aldrin was medebedenker van de methode om alles onder water te oefenen.
Nadat hij onder water de hele ruimtewandeling geoefend had werd besloten om tijdens Gemini 12 de ruimtewandeling alsnog uit te voeren.
Deze wandeling werd een groot succes. 
Tot op de dag van vandaag worden alle ruimtewandelingen eerst hier op aarde in het zwembad van de NASA geoefend.

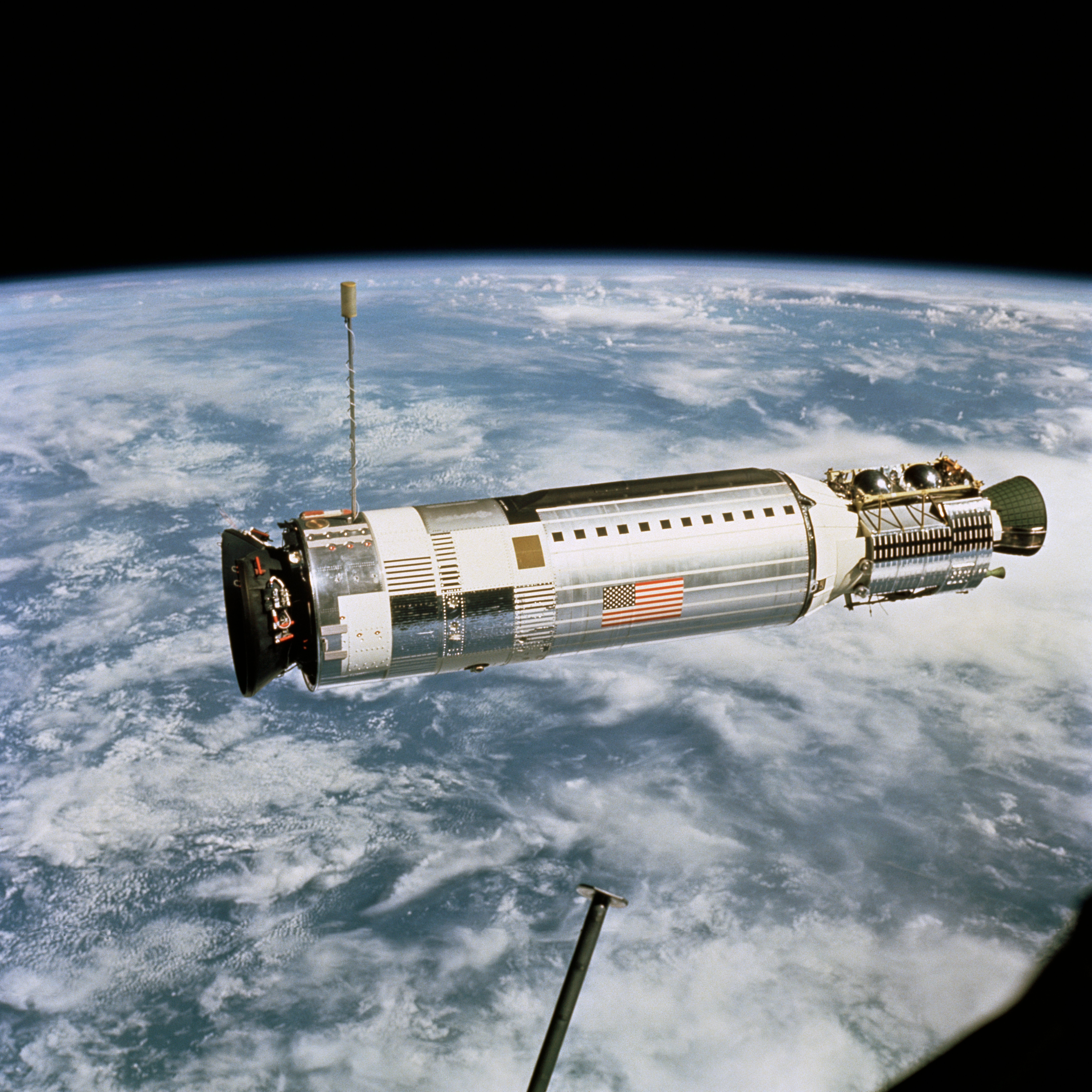
De Agena gefotografeerd vanuit Gemini 12. (NASA)

### Experimenten
Er vonden 14 experimenten plaats tijdens de reis.

### Terugkeer
De capsule werd computergestuurd teruggehaald en kwam 4,8 kilometer naast zijn doel terecht.

## Plaats capsule
Na vele jaren in het Museum of Transport and Technology in Auckland, Nieuw-Zeeland te hebben gestaan werd de capsule teruggegeven aan Amerika. Hij staat nu in het Adler Planetarium in Chicago.